# Emilia Almazán
Emilia Almazán (Ciudad de México, 1956) es una cantante y compositora mexicana de los géneros rock, folk y blues.

## Trayectoria musical
La trayectoria de Almazán inició en el "Colectivo de la Nueva Canción" en los años 70, movimiento musical basado en el folk, la nueva trova y la emergencia de la canción tradicional latinoamericana en México. En dicho movimiento participaban Jaime López, Arturo Cipriano, Salvador El Negro Ojeda, Cecilia Toussaint y Maru Enríquez, entre otros. Formó con Jaime López, Roberto González y Guadalupe Sánchez de manera efímera el grupo Un viejo amor, del cual se derivó el disco Roberto y Jaime: sesiones con Emilia, publicado en 1980. Tal como se menciona en el libro "60 Años de Rock Mexicano", en dicha producción los tres músicos compusieron temas e interpretaron instrumentos y resultaría un disco influyente en la escena independiente, por ejemplo, en el posterior Movimiento rupestre.

## Obra
- El amor nos ha fallado (1986)

### En colaboración
- Roberto y Jaime: sesiones con Emilia  (1980) con Jaime López y Roberto González